# Sejm 1605
Sejm 1605 – sejm zwyczajny I Rzeczypospolitej został zwołany przez króla Zygmunta III Wazę 27 września 1604 roku do Warszawy.
Sejmiki przedsejmowe w województwach odbyły się w grudniu 1604 i styczniu 1605 roku.
Marszałkiem sejmu obrano Stanisława Janowicza Białłozora podkomorzego upickiego. Obrady sejmu trwały od 20 stycznia do 3 marca 1605 roku.  
Obrady sejmu toczyły się w obliczu narastającej konfrontacji króla z opozycją, a także skomplikowanej sytuacji międzynarodowej (wojna w Inflantach, prowadzenie działań wojennych w Mołdawii, rozpoczęcie przez część magnatów polskich interwencji w Moskwie, sprawa kurateli nad chorym księciem pruskim). Sporo czasu zajęły rugi sejmowe. Pretekstu do konfliktów z królem dała sprawa planowanego przez króla małżeństwa z siostrą zmarłej królowej Anny, arcyksiężniczką Konstancją i widoczne zbliżenie króla z Habsburgami. Na sejmie po raz ostatni brał udział kanclerz i hetman wielki koronny Jan Zamoyski, który wygłosił na nim słynne przemówienie w obronie praw szlacheckich. Podczas sejmu wiele czasu zajęły zatargi, zwłaszcza z powodu rozdzielania wakansów. Na sejmie w związku z prowadzonymi dyskusjami nie uchwalono żadnych konstytucji.